# Chicago Recording Scale Company

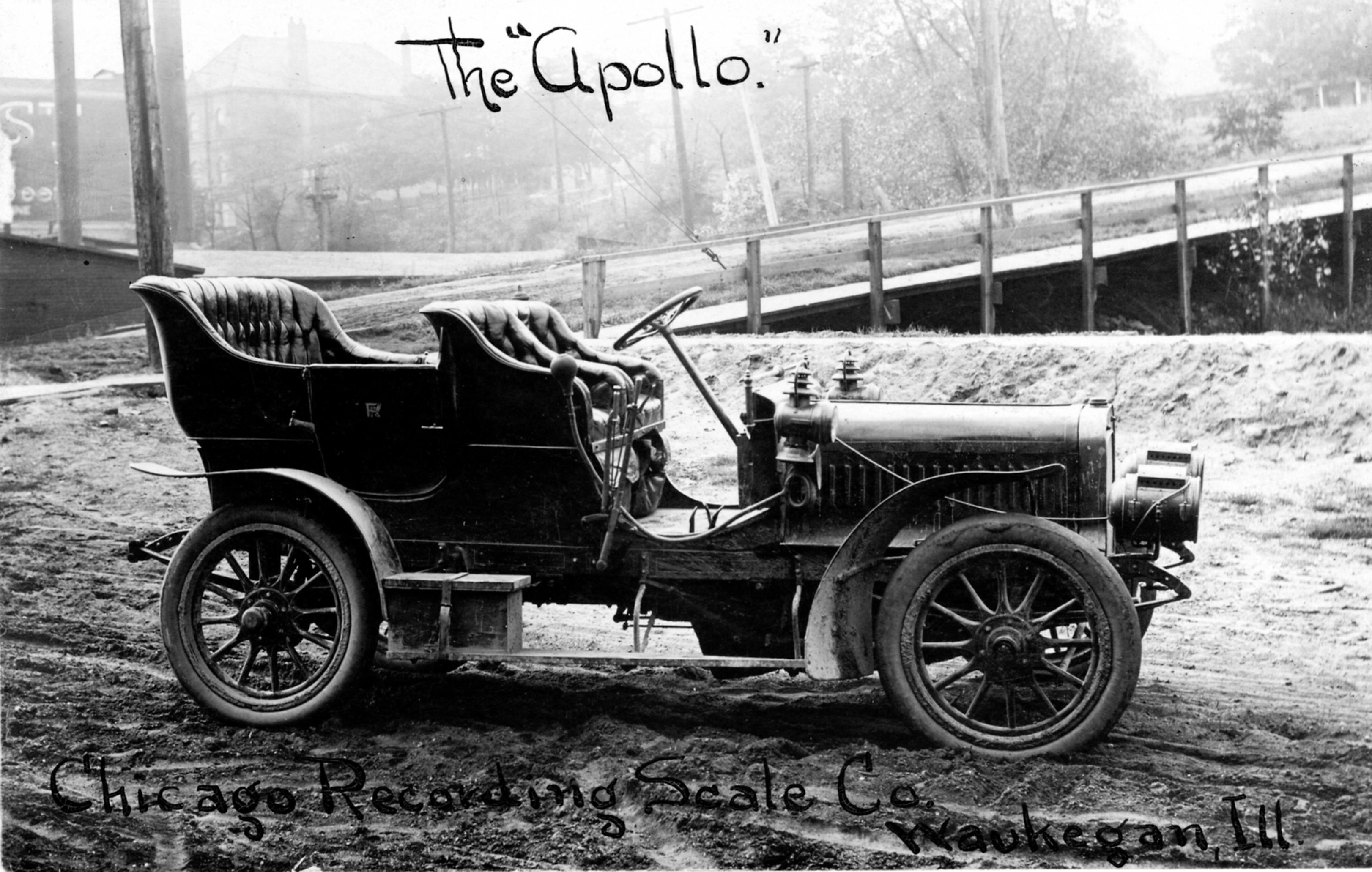
Apollo von 1906

Chicago Recording Scale Company war ein US-amerikanischer Hersteller von Automobilen.

## Unternehmensgeschichte
Das Unternehmen wurde 1906 in Waukegan in Illinois zur Produktion von Automobilen gegründet. Der Markenname lautete Apollo, möglicherweise auch Waukegan Apollo. 1907 endete die Produktion.

## Fahrzeuge
Im Angebot stand nur ein Modell, das als konventionell bezeichnet wird. Ein wassergekühlter Vierzylindermotor mit 35 PS Leistung trieb über ein Dreiganggetriebe und eine Kardanwelle die Hinterachse an. Die offene Karosserie in Form eines Roi-des-Belges bot Platz für fünf Personen.